# Teresa Sagrera Bassa
Teresa Sagrera Bassa   (Sant Pere de Vilamajor, 1966) és una escriptora i mestra de primària catalana.
És autora de diversos llibres i novel·les, així com també és col·labora periòdicament en diverses revistes de difusió del patrimoni (Revista Vallesos, Quaderns del Centre d'Estudis de Sant Pere de Vilamajor (CESPV)...) i també en premsa al diari digital BaixMontseny.info amb un article d'opinió mensual des del 2014 i des del 2018 publica setmanalment el Dietari de l'okupa de l'altell Arxivat 2022-09-21 a Wayback Machine. a El 9 nou del Vallès Oriental.
El 2012, amb la novel·la Confidències d'una reina, va quedar finalista del premi Nèstor Luján de novel·la històrica. El 2024, el va guanyar amb la novel·la El cor del balneari, ambientada el 1919 en un balneari de Caldes de Montbui.
Forma part del Centre d'Estudis de Sant Pere de Vilamajor i del Grup d'Escriptors del Montseny.

## Obres
Assaig

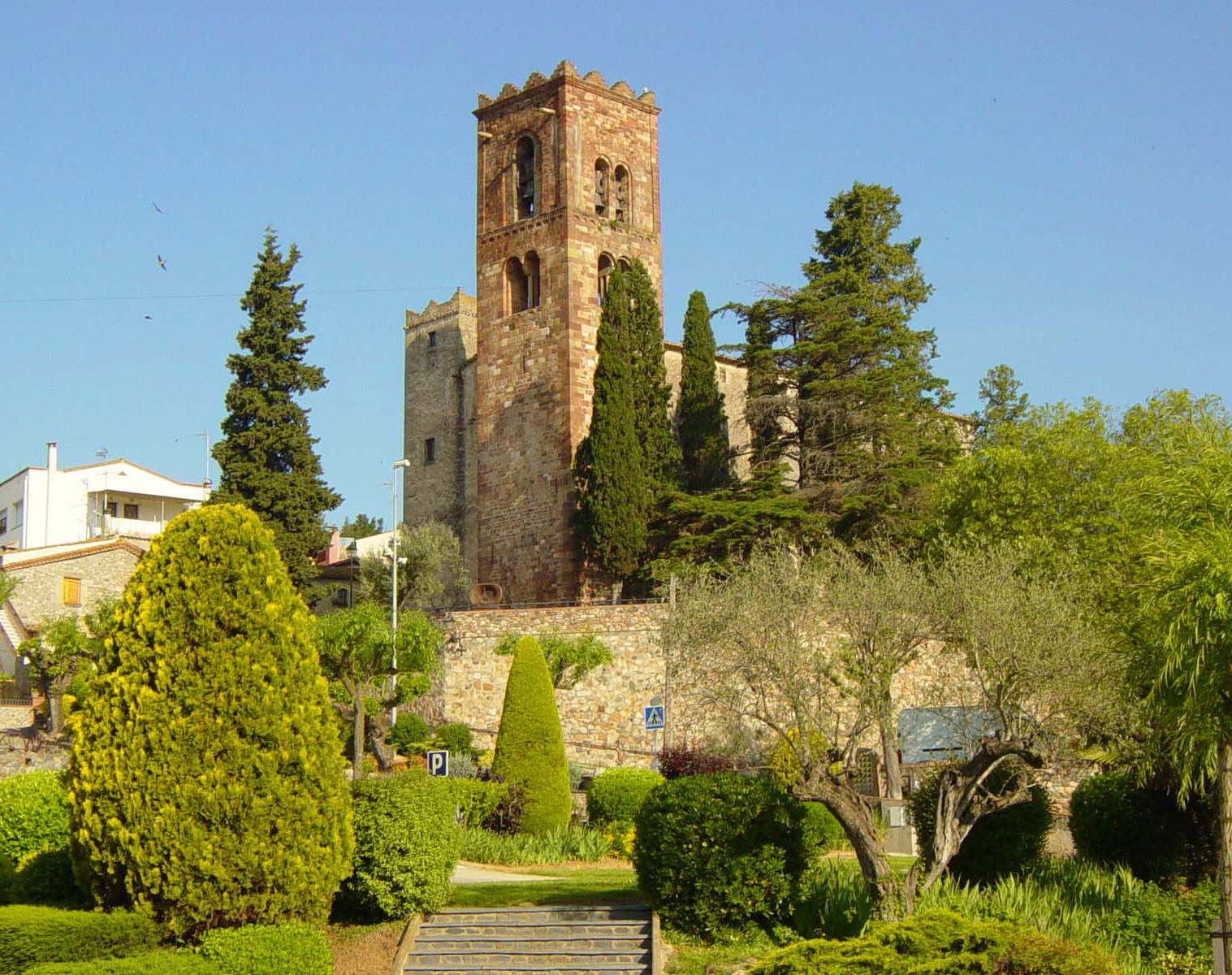
Teresa Sagrera va narrar les estades de la reina Peronella d'Aragó a la Força de Vilamajor

- Vols que t'expliqui...Vilamajor? (2009)[5]

Novel·la
- Confidències d'una reina (2013)[6]
- Sal roja, El llop de Cardona amb Ramon Gasch (2019)[7]
- Pots comptar amb mi (2019)[8]
- Cabells de gebre [9]
- La doncella guerrera (2022)[10]
- Llaços de sang (2022)[11]

Participació en reculls de contes
- Per pur plaer (2015)[12]
- Carrers (2015)
- Montseny eròtic (2018)[13]
- Montseny amb un somriure (2020)
- Vint-i-un contes (2021)[14]

Contes publicats a premsa
- Els estius dels nens de poble (2016)[15]
- Desig de Cap d'Any (2018)
- Emboscats (2019)[16]